# Marit Mikkelsplass
Marit Elisabeth Mikkelsplass z d. Wold (ur. 22 lutego 1965 w Oslo) – norweska biegaczka narciarska, trzykrotna medalistka olimpijska i trzykrotna medalistka mistrzostw świata.

## Kariera
Igrzyska olimpijskie w Calgary w 1988 r. były jej olimpijskim debiutem. W swoim najlepszym indywidualnym starcie zajęła tam 15. miejsce w biegu na 10 km techniką klasyczną. Na tych samych igrzyskach wraz z Trude Dybendahl, Anne Jahren i Marianne Dahlmo wywalczyła srebrny medal w sztafecie. Podczas igrzysk olimpijskich w Lillehammer osiągnęła swój największy indywidualny sukces zdobywając srebrny medal w biegu na 30 km techniką klasyczną, lepsza była tylko Włoszka Manuela Di Centa. Startowała także na igrzyskach olimpijskich w Nagano. Indywidualnie najlepszy wynik osiągnęła w biegu na 15 km techniką klasyczną, w którym zajęła 5. miejsce. Zdobyła tam także swój ostatni medal olimpijski, także srebrny, zajmując razem z Bente Martinsen, Elin Nilsen i Anitą Moen drugie miejsce w sztafecie.
W 1995 r. zadebiutowała na mistrzostwach świata biorąc udział w mistrzostwach w Lahti, gdzie zajęła 10. miejsce w biegu na 15 km techniką klasyczną. Na mistrzostwach świata w Falun nie poprawiła tamtego osiągnięcia zajmując 21. miejsce na dystansie 30 km techniką dowolną. Podczas mistrzostw w Thunder Bay zdobyła swój pierwszy medal mistrzostw świata zajmując wspólnie z Inger Helene Nybråten, Nilsen i Moen drugie miejsce w sztafecie 4 × 5 km. Mistrzostwa świata w Trondheim były ostatnimi i zarazem najlepszymi w jej karierze. Zdobyła tam brązowy medal w biegu na 30 km techniką klasyczną oraz srebrny w sztafecie.
Najlepsze wyniki w Pucharze Świata osiągnęła w sezonie 1997/1998, kiedy to zajęła 5. miejsce w klasyfikacji generalnej. Łącznie 12 razy stawała na podium zawodów Pucharu Świata, w tym dwukrotnie zwyciężała.
Od 1994 r. jej mężem jest Pål Gunnar Mikkelsplass, również biegacz narciarski, medalista olimpijski i medalista mistrzostw świata. Jej szwagierka Hildegunn Mikkelsplass reprezentowała Norwegię w biathlonie.

## Osiągnięcia

### Igrzyska olimpijskie
| Miejsce | Dzień     | Rok  | Miejscowość | Konkurencja             | Czas biegu | Strata  | Zwyciężczyni     |
| ------- | --------- | ---- | ----------- | ----------------------- | ---------- | ------- | ---------------- |
| 15.     | 14 lutego | 1988 | Calgary     | 10 km stylem klasycznym | 30:08,3    | +1:23,3 | Vida Vencienė    |
| 2.      | 21 lutego | 1988 | Calgary     | Sztafeta 4 × 5 km       | 59:51,1    | +1:41,9 | ZSRR             |
| 24.     | 25 lutego | 1988 | Calgary     | 20 km stylem dowolnym   | 55:33,6    | +5:21,4 | Tamara Tichonowa |
| 14.     | 13 lutego | 1994 | Lillehammer | 15 km stylem dowolnym   | 39:44,5    | +3:40,6 | Manuela Di Centa |
| 2.      | 24 lutego | 1994 | Lillehammer | 30 km stylem klasycznym | 1:25:41,6  | +16,2   | Manuela Di Centa |
| 5.      | 8 lutego  | 1998 | Nagano      | 15 km stylem klasycznym | 46:55,4    | +1:17,1 | Olga Daniłowa    |
| 6.      | 10 lutego | 1998 | Nagano      | 5 km stylem klasycznym  | 17:37,9    | +15,6   | Łarisa Łazutina  |
| 14.     | 12 lutego | 1998 | Nagano      | 5+10 km pościgowy       | 46:06,9    | +1:45,4 | Łarisa Łazutina  |
| 2.      | 15 lutego | 1998 | Nagano      | Sztafeta 4 × 5 km       | 55:13,5    | +24,5   | Rosja            |
| 9.      | 20 lutego | 1998 | Nagano      | 30 km stylem dowolnym   | 1:22:01,5  | +3:35,4 | Julija Czepałowa |

### Mistrzostwa świata
| Miejsce | Dzień     | Rok  | Miejscowość | Konkurencja             | Czas biegu | Strata  | Zwyciężczyni                   |
| ------- | --------- | ---- | ----------- | ----------------------- | ---------- | ------- | ------------------------------ |
| 10.     | 21 lutego | 1989 | Lahti       | 15 km stylem klasycznym | 47:46,6    | +2:24,9 | Marjo Matikainen               |
| 21.     | 27 lutego | 1993 | Falun       | 30 km stylem dowolnym   | 1:22:41,3  | +7:01,9 | Stefania Belmondo              |
| 4.      | 10 marca  | 1995 | Thunder Bay | 15 km stylem klasycznym | 41:27,5    | +1:41,1 | Łarisa Łazutina                |
| 7.      | 12 marca  | 1995 | Thunder Bay | 5 km stylem klasycznym  | 15:23,7    | +49,7   | Łarisa Łazutina                |
| 7.      | 14 marca  | 1995 | Thunder Bay | 5+10 km pościgowy       | 43:19,6    | +1:35,2 | Łarisa Łazutina                |
| 2.      | 16 marca  | 1995 | Thunder Bay | Sztafeta 4 × 5 km       | 53:47,6    | +1:31,0 | Rosja                          |
| 9.      | 18 marca  | 1995 | Thunder Bay | 30 km stylem dowolnym   | 15:23,7    | +3:21,9 | Jelena Välbe                   |
| 22.     | 23 lutego | 1997 | Trondheim   | 5 km stylem klasycznym  | 13:32,7    | +38,3   | Jelena Välbe                   |
| 10.     | 24 lutego | 1997 | Trondheim   | 5+10 km pościgowy       | 39:13,5    | +1:44,7 | Stefania Belmondo Jelena Välbe |
| 2.      | 27 lutego | 1997 | Trondheim   | Sztafeta 4 × 5 km       | 56:40,2    | +16,0   | Rosja                          |
| 3.      | 23 lutego | 1997 | Trondheim   | 30 km stylem klasycznym | 13:32,7    | +1:50,8 | Jelena Välbe                   |

### Puchar Świata

#### Miejsca w klasyfikacji generalnej
- sezon 1984/1985: 54.
- sezon 1985/1986: 22.
- sezon 1987/1988: 16.
- sezon 1988/1989: 42.
- sezon 1989/1990: 30.
- sezon 1990/1991: 32.
- sezon 1991/1992: 29.
- sezon 1992/1993: 16.
- sezon 1993/1994: 11.
- sezon 1994/1995: 8.
- sezon 1995/1996: 7.
- sezon 1996/1997: 7.
- sezon 1997/1998: 5.

#### Zwycięstwa w zawodach
| Nr | Dzień       | Rok  | Miejscowość | Konkurencja             | Czas biegu  |
| -- | ----------- | ---- | ----------- | ----------------------- | ----------- |
| 1. | 18 stycznia | 1997 | Lahti       | 15 km stylem klasycznym | 43:27.2 min |
| 2. | 8 stycznia  | 1998 | Ramsau      | 10 km stylem klasycznym | 26:51.4 min |

#### Miejsca na podium
| Nr  | Dzień        | Rok  | Miejscowość | Konkurencja             | Czas biegu  | Strata      | Miejsce | Zwycięzca             |
| --- | ------------ | ---- | ----------- | ----------------------- | ----------- | ----------- | ------- | --------------------- |
| 1.  | 8 marca      | 1986 | Falun       | 30 km stylem klasycznym | ?           | ?           | 3       | Brit Pettersen        |
| 2.  | 17 marca     | 1988 | Oslo        | 30 km stylem klasycznym | ?           | ?           | 3       | Marjo Matikainen      |
| 3.  | 24 lutego    | 1994 | Lillehammer | 15 km stylem dowolnym   | 1:25:41.6 h | +16.2 s     | 2       | Manuela Di Centa      |
| 4.  | 28 stycznia  | 1995 | Lahti       | 10 km stylem klasycznym | 29:50.1 min | +2.2 s      | 2       | Inger Helene Nybråten |
| 5.  | 25 listopada | 1995 | Vuokatti    | 5 km stylem klasycznym  | 15:41.3 min | +4.7 s      | 3       | Lubow Jegorowa        |
| 6.  | 11 lutego    | 1996 | Kawgołowo   | 10 km stylem klasycznym | 29:02.1 min | +16.1 s     | 3       | Manuela Di Centa      |
| 7.  | 24 lutego    | 1996 | Trondheim   | 5 km stylem klasycznym  | 13:28.1 min | +8.6 s      | 2       | Manuela Di Centa      |
| 8.  | 16 marca     | 1996 | Oslo        | 30 km stylem dowolnym   | 1:29:49.3 h | +44.0 s     | 3       | Nina Gawriluk         |
| 9.  | 18 stycznia  | 1997 | Lahti       | 15 km stylem klasycznym | 43:27.2 min | -           | 1       | -                     |
| 10. | 1 marca      | 1997 | Trondheim   | 30 km stylem klasycznym | 1:23:04.9 h | +1:50.8 min | 3       | Jelena Välbe          |
| 11. | 8 stycznia   | 1998 | Ramsau      | 10 km stylem klasycznym | 26:51.4 min | -           | 1       | -                     |
| 12. | 11 stycznia  | 1998 | Ramsau      | 10 km stylem dowolnym   | 38:04.4 min | +37.0 s     | 3       | Stefania Belmondo     |